# Kninfästningen
Kninfästningen (kroatiska: Kninska tvrđava) är en kulturminnesskyddad delvis förfallen fästning vid Knin i Kroatien. Den är en av de största och mest betydelsefulla historiska befästningsverken i Šibenik-Knins län och det dalmatiska inlandet. Grunderna till fästningen kan ha anlagts så tidigt som i slutet av 500-talet men fästningen existens bekräftas först i skriftliga källor från 900-talet. Den har sedan uppförandet förstärkts, till- och ombyggts flera gånger. Dess nuvarande utseende härrör från det venetianska styret (1688–1713).
Fästningens betydelse kulminerade under kung Dmitar Zvonimirs regeringstid på 1000-talet. Under hans styre tjänade den som det medeltida kroatiska kungarikets politiska centrum. Den 5 augusti varje år är fästningen skådeplats för en statssanktionerad ceremoni i samband med Seger- och fosterländska tacksägelsedagen och de kroatiska försvararnas dag. Den 5 augusti 2015 invigdes Stormens museum i fästningen. I museets presenteras och beskrivs den polisiära och militära operationen Storm. 

## Beskrivning
Kninfästningen är belägen vid huvudvägen från Dalmatien till det kontinentala Kroatien Z(centrala Kroatien och Slavonien) och Bosnien. Den är uppförd på berget Spas 345 meter över havet och 100 meter ovanför staden Knin. Fästningen är 470 meter lång och 110 meter som bredast. Försvarsmurarna som omger fästningen är drygt två kilometer långa och är som mest tjugo meter höga. Byggnadsverket är indelat i tre delar: den norra, mellersta och södra delen. De olika delarna är sammanbundna med vindbryggor och portar.

## Historik
Kninfästningen uppfördes av kroater vid platsen för en tidigare romersk bosättning (Tignino castro). Den skulle därefter komma att förstärkas och tillbyggas i omgångar för att möta samtidens hot. Fästningen tjänade som de medeltida kroatiska regenternas provisoriska residens. Under kung Dmitar Zvonimirs styre på 1000-talet blev borgen det medeltida Kroatiens politiska centrum. I samband med det kroatisk-ungerska unionsavtalet från år 1102 förlorade befästningen och staden Knin sin betydelse som kunglig huvudstad.            